# 구 고베항 신호소

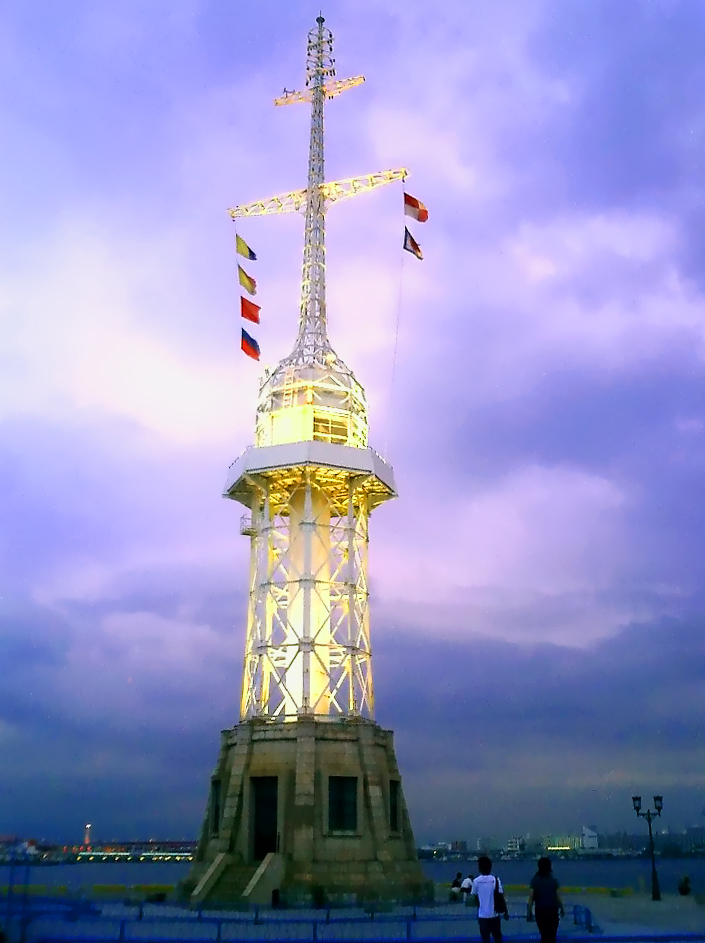
고 고베항 신호소

구 고베항 신호소(일본어: 旧神戸港信号所)는 일본 효고현 고베시 주오구의 다카하마 여객 터미널 남단에 있는 역사적인 건물이다.

## 개요
고베항에서 현존하는 가장 오래된 신호소 건물로, 높이는 46.3m이다. 원래는 신호소로 사용되던 건물로, 1990년에 신항 제5부두에서 신호소로서의 역할을 마쳤다. 현재는 하버랜드의 심볼 타워로 다카하마 남단으로 옮겨져 보존되고 있다. 밤에는 라이트 업된다.